# Notomys
Notomys es un género de roedores miomorfos de la familia Muridae, conocidos vulgarmente como ratones furiosos o ratas canguro. Son nativos de Australia, pero no marsupiales, sino roedores, y se piensa que sus ancestros llegaron de Asia hace unos 5 millones de años.

## Características
Todos son marrones o beige, perdiendo la intensidad llegando a grises pálidos o blancos, tienen colas muy largas y, como el nombre común insinúa, patas traseras bien desarrolladas. Alrededor de la mitad de las especies de ratas canguro se han extinguido desde la colonización Europea. La causa primaria es probablemente la depredación por parte de perros o gatos introducidos, y por la competencia por la comida con el ganado y los conejos.

## Especies
- Rata canguro spinifex (Notomys alexis)
- La rata canguro beige (Notomys cervinus) es encontrada en los claypans áridos escasamente vegetados del Lago Eyre Basin. Pequeño, alrededor de 30 a 50 g, de color claro, es gregario y se alimenta de noche de semillas, insectos, y retoños verdes, sin la necesidad de beber agua. Es clasificado como vulnerable.
- Algunas poblaciones pequeñas de rata canguro dusky (Notomys fuscus) mantienen una escasa presencia en el desierto de Strzelecki. Se alimentan mayormente de semillas en la noche y se refugian en profundas madrigueras verticales.
- Rata canguro Mitchell (Notomys mitchellii)
- Rata canguro del norte (Notomys aquilo)
- La rata canguro de cola larga (Notomys longicaudatus) es una especie extinta, la cual se extendió a las regiones secas del sur y centro de Australia. Cavaba madrigueras. Le gustaban las pasas, pero no se consideraban una peste para los negocios colonos. Sólo un puñado de especímenes fueron colectados y el último registro data de 1901, si bien fragmentos de cráneo de un ejemplar fueron encontrados en una egagrópila en 1977.
- La extinta rata canguro de cola corta (Notomys amplus) fue la especie más grande (solo superada tal vez por Notomys robustus), contando con un peso de alrededor de 100 g.
- La extinta rata canguro de grandes orejas (Notomys macrotis) es conocida solo por dos especímenes incompletos encontrados cerca de 100 km al norte de Perth en los años 1840. Era similar a la rata canguro beige de Australia central pero con una constitución más pesada (alcanzaba los 55 gramos) y pies más largos.
- La rata canguro de Darling Downs (Notomys mordax) está ciertamente extinguida y es conocida a partir de un único cráneo encontrado en algún lugar de Darling Downs al sureste de Queensland en los años 1840, perteneciente aparentemente a una criatura similar a la rata canguro Mitchell. La introducción del ganado a Darling Downs ha cambiado fuertemente la ecología de la región, y se han visto varias otras especies exterminadas o seriamente amenazadas. (Véase Paradise Parrot y Vombatidae.)
- La rata canguro grande (Notomys robustus) es una especie extinta, conocida solo por los cráneos encontrados en egagrópilas en los Montes Flinders. Algunas egagrópilas también incluyen huesos del introducido Mus musculus —indicando que sobrevivió en tiempos históricos, posiblemente hasta la segunda mitad del siglo XIX—. Considerando la dimensión del cráneo, parece haber sido relativamente grande (quizá del tamaño de un N. amplus o un poco más), de modo que escapó de la colección de los naturalistas de comienzos del siglo XIX solo por casualidad.

- Datos: Q782974
- Multimedia: Notomys / Q782974
- Especies: Notomys